# 戈弗雷 (堪薩斯州)
戈弗雷（英語：Godfrey）為位在美國堪薩斯州波旁縣的非建制地區。

## 歷史
戈弗雷於1871年設立，為一座煤礦社區。1870年12月14日，郵政局於戈弗雷開業，直到1901年8月31日歇業。